# Rodey, New Mexico
Rodey, New Mexico (енгл. Rodey) насељено је место без административног статуса у америчкој савезној држави Њу Мексико.

## Демографија
По попису из 2010. године број становника је 388.
| Група             | 2000.    | 2010.       |
| Белци             | 0 (0,0%) | 16 (4,1%)   |
| Афроамериканци    | 0 (0,0%) | 1 (0,3%)    |
| Азијати           | 0 (0,0%) | 0 (0,0%)    |
| Хиспаноамериканци | 0 (0,0%) | 371 (95,6%) |
| Укупно            | 0        | 388         |